# Apocephalus borealis
Apocephalus borealis es una especie de mosca de América del Norte de tipo parasitoide decapitador que parasita a los abejorros, abejas y avispas. Las moscas hembras depositan sus huevos en el abdomen de las abejas y luego, hasta un máximo de 12 larvas se desarrollan atacando el cerebro de la abeja causándole desorientación y provocando comportamientos inusuales como volar por la noche lejos del nido o la colmena, o volar en círculos. Estos comportamientos suelen desencadenar la muerte del huésped y aumentan la supervivencia y la propagación de las moscas decapitadoras que emergen de la cabeza y el tórax de la abeja muerta. Se ha señalado que la especie está implicada en el problema de colapso de colonias pero no hay prueba que sea así.